# Joost Meerloo
Joost Abraham Maurits Meerloo (14 mars 1903 - 17 novembre 1976) était un médecin psychiatre et psychanalyste néerlandais et américain. Il est l'auteur de Rape of the Mind, une analyse des techniques de lavage de cerveau et du contrôle de la pensée dans les États totalitaires.

## Biographie
Né sous le nom d'Abraham Maurits Meerloo à La Haye, aux Pays-Bas, Meerloo est arrivé aux États-Unis en 1946, a été naturalisé en 1950 et a repris la nationalité néerlandaise en 1972. Le docteur Meerloo a pratiqué la psychiatrie pendant plus de quarante ans. Il a travaillé aux Pays-Bas jusqu'en 1942 sous l'occupation nazie, lorsqu'il a pris le nom de Joost (au lieu d'Abraham à consonance plus juive) pour tromper les forces d'occupation. En 1942, il s'enfuit en Belgique et de là, il s'enfuit en Angleterre (après avoir échappé à peine à la mort aux mains des Allemands). Il est devenu colonel et a été chef du département psychologique de l'armée néerlandaise en exil en Angleterre.
Après la guerre, il a été haut-commissaire au bien-être aux Pays-Bas et conseiller de l'UNRRA et du SHAEF. Citoyen américain depuis 1950, le docteur Meerloo était membre du corps professoral de l'Université Columbia et professeur agrégé de psychiatrie à la New York School of Psychiatry. Il est l'auteur de nombreux livres, dont Rape of the Mind (un ouvrage classique sur le lavage de cerveau), Conversation and Communication et Hidden Communion.
Il était le fils de Bernard et Anna Frederika (Benjamins) Meerloo. Il était le plus jeune de six enfants et le seul à avoir fui son pays occupé et à survivre à l'Holocauste.
Il a épousé Elisabeth Johanna Kalf Den Haag, le 16 mai 1928. Le couple a divorcé le 19 février 1946. Il a ensuite épousé la kinésithérapeute Louisa Betty Duits, dite « Loekie Duits », le 7 mai 1948 à New York.
Meerloo s'est spécialisé dans le domaine des techniques de contrôle de la pensée utilisées par les régimes totalitaires et autres.

## Éducation
Le docteur Meerloo a obtenu un doctorat en médecine à l'Université de Leyde en 1927. Il a ensuite effectué des études de troisième cycle en psychiatrie et en psychanalyse, obtenant un doctorat à l'Université d'Utrecht en 1932. Il a ensuite poursuivi des études de psychiatrie à Paris.

## Rape of the Mind
Le livre le plus connu de Meerloo est Rape of the Mind, publié en 1956. Le livre a reçu une grande attention en partie parce qu'il traitait des applications totalitaires des techniques de lavage de cerveau pendant la guerre de Corée.
Le livre explique comment le lavage de cerveau scientifique est effectué et soutient que « presque personne ne peut y résister ». « La peur et la pression continuelle sont connues pour créer une hypnose menticide. La partie consciente de la personnalité ne participe plus aux confessions automatiques. Le lavage de cerveau vit en transe, répétant le disque gravé en lui par quelqu'un d'autre. »
Comme leurs homologues totalitaires, les sociétés démocratiques sont soumises aux influences insidieuses du contrôle mental. De telles influences entourent les citoyens des sociétés libres, « à la fois à un niveau politique et apolitique et elles deviennent aussi dangereuses pour le mode de vie libre que le sont les gouvernements totalitaires agressifs eux-mêmes ». Les gens doivent se garder de l'intrusion rampante dans leur esprit de la technologie, de la bureaucratie, des préjugés et des illusions de masse.
Merloo écrit que la liberté et la démocratie dépendent en partie de l'éducation à la liberté mentale — aidant les enfants et les adultes à penser par eux-mêmes et à voir l'essentiel d'un problème — les aidant à comprendre des concepts, pas seulement à mémoriser des faits.
Tout au long de la majeure partie du livre, les cibles de Meerloo sont les rôles historiques des nazis et des communistes dans le monde d'après 1945. Cependant, il attaque également la chasse aux sorcières d'individus par l'intermédiaire du Comité des activités anti-américaines de la Chambre : « le droit d'enquête du Congrès peut être abusé et détourné. Le pouvoir d'enquêter peut devenir le pouvoir de détruire - pas seulement l'homme attaqué. , mais aussi l'intégrité mentale de ceux qui, d'une manière ou d'une autre, sont témoins de l'enquête. D'une manière subtile, la vague actuelle d'enquêtes du Congrès peut avoir un effet coercitif sur nos citoyens.

## Œuvres
- Total War and the Human Mind: A Psychologist's Experience in Occupied Holland (1944, publié pour le Bureau d'information du gouvernement néerlandais par George Allen & Unwin Ltd.)
- Delusion and Mass-Delusion (1949, NMD Monographs)
- Patterns of Panic (1950, International Universities Press, Inc.)
- Conversation and Communication (1952, International Universities Press, Inc.)
- The Two Faces of Man (1954, International Universities Press, Inc)
- The Rape of the Mind: The Psychology of Thought Control, Menticide, and Brainwashing (1956, World Publishing Company)(Reprinted 2009, Progressive Press,  (ISBN 1-61577-376-2))
- Guidance in an Age of Technology (1961)
- Suicide and Mass Suicide (1962, Grune & Stratton, Inc.)
- Hidden Communion (1964, Garrett Publications/Helix Press)
- A Psycho-Analytic Study of Culture and Character (1965, John Wiley)
- Creativity and Eternization: Essays on the Creative Instinct (1967, Koninklijke Van Gorcum & Comp. N.V.; Assen, The Netherlands)
- Along the Fourth Dimension: Man's Sense of Time and History (1970, The John Day Company)
- Unobtrusive Communication. Essays in Psycholinguistics (1964, Koninklijke van Gorcum & Co. N. V.)

## Sources
- Biography Resource Center
- Contemporary Authors Online, Gale, 2002
- Publisher's notes on dust cover Along the Fourth Dimension: Man's Sense of Time and History (1970, The John Day Company)